# Thủy cung Thánh Mẫu

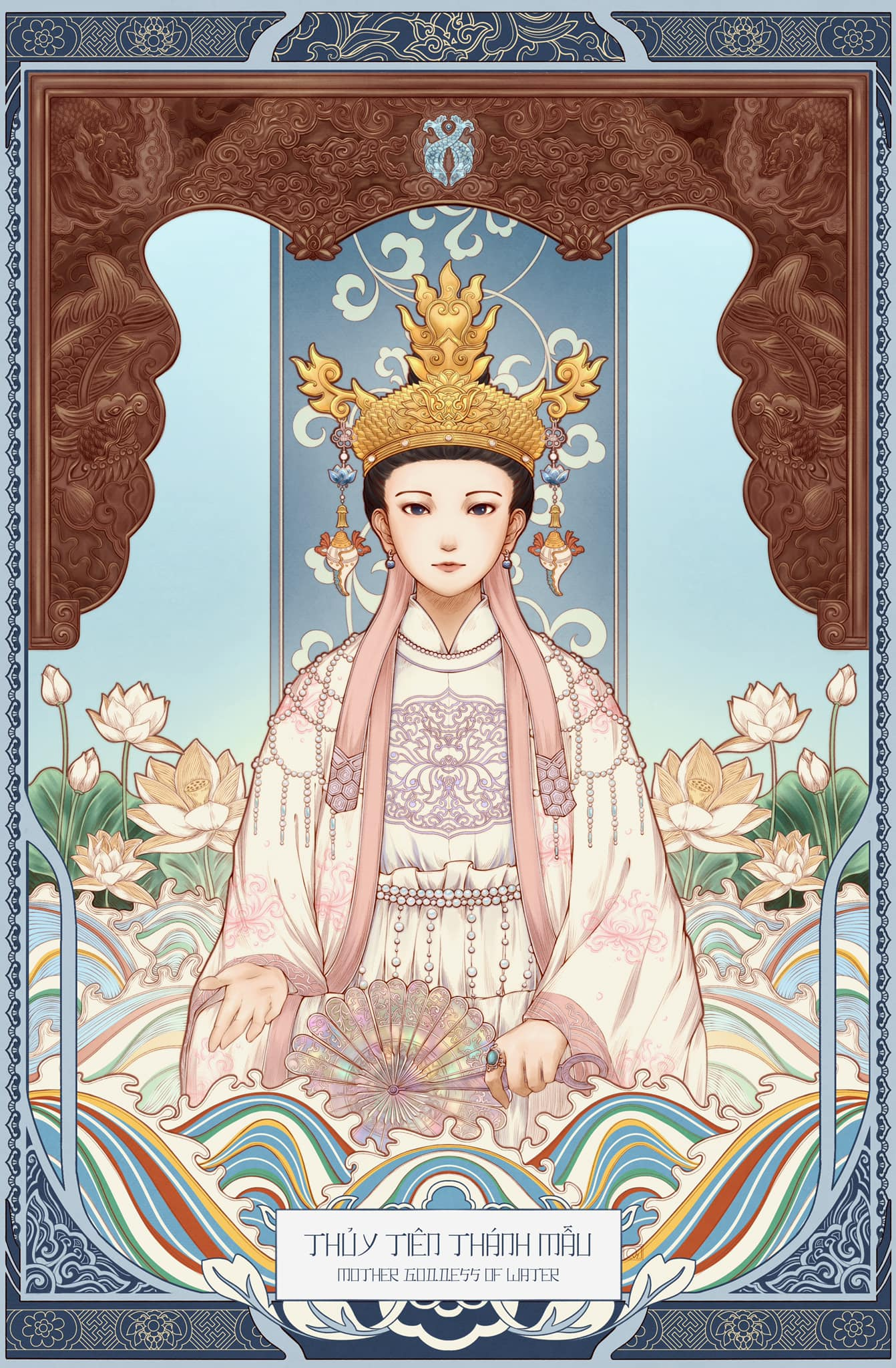
Tranh vẽ Mẫu Đệ Tam Thoải Tiên trong trang phục nhà Lê, bởi hoạ sĩ Lunae Lumen. Tranh thuộc dự án Thánh Nhan của trang Four Palaces - Tứ Phủ

Thủy Cung Thánh Mẫu (chữ Hán: 水宮聖母) hay Mẫu Đệ Tam (chữ Hán: 母第三), Đệ Tam Thánh mẫu (chữ Hán: 第三聖母), Mẫu Thoải (chữ Hán: 母水, chữ thoải là đọc chệch từ chữ thủy) là vị nữ thánh dân gian Việt Nam chịu trách nhiệm quản lý các miền sông nước.. Trong khoa cúng, danh hiệu của Mẫu là Mẫu Đệ Tam Thuỷ Tiên.

## Quan niệm dân gian
Theo quan niệm dân gian Việt Nam, Mẫu Thoải có mặt ở khắp mọi nơi để âm phù.
Mẫu Thoải phủ con gái của Bát Hải Long Vương, là Mẫu Thủy Phủ - mẹ của người dân miền sông nước và mẹ có thể cứu con dân, đưa vong lên bờ để không phải chịu sự lạnh giá miền sông nước.
Vì đức độ vì thương yêu con dân nên bà được tôn phong là Đệ Tam Thánh Mẫu trong đức thờ Tam Tòa Thánh Mẫu.
Mẹ có trong nguồn nước chúng ta uống, chúng ta sinh trưởng có mẹ. Cây cối tươi tốt, con người khỏe mạnh nhờ nguồn nước mẹ ban. Vì vậy công đức của mẹ cũng lớn không kém phần.
Mẫu Thoải giúp đỡ mọi người mỗi khi đi qua các vùng sông nước. Do vậy, mỗi khi bước xuống đò, qua một khúc sông rộng, người ta thường lẩm nhẩm cầu khấn, xin Mẫu phù hộ độ trì. Mỗi khi có hạn, Mẫu phái tướng sĩ đi lo việc làm mưa. Còn khi bão lụt, Mẫu lại hóa phép để làm gió yên, mưa tạnh. Các loài thủy quái, thủy tặc, do có các thần tướng của Mẫu canh chừng, nên cũng không thể tùy tiện tác oai, tác quái.
Trong dân gian, Mẫu Thoải là hình ảnh của bà mẹ hiền lành, đảm đang, suốt đời lo lắng cho con cho cháu nhưng lại chịu hàm oan như trong lời hát văn:
"Lẽ nào nát ngọc trầm châu
Vùi hoa dập liễu bởi câu Tam tòng...
Sự này há kể chi ai
Lòng trinh chuyển động đất trời chứng minh."

## Thờ cúng
Mẫu Thoải được thờ tại hầu hết các đền chùa có bàn thờ Mẫu. Mẫu còn được thờ làm thành hoàng ở một số vùng thời xưa chuyên nghề sông nước. Giỗ là ngày 12 tháng 6 âm lịch khi các con hương đệ tử làm lễ cúng tế rất lớn. Ở điện thờ Mẫu, nếu có đặt ba pho tượng nữ, giống nhau ở gương mặt, tư thế ngồi, và chỉ khác ở trang phục, thì ở bên phải là Mẫu Thượng Ngàn, ở giữa là Mẫu Liễu, còn bên trái là Mẫu Thoải. Tại các tượng hoặc ảnh thờ, Mẫu Thoải thường có trang phục màu trắng.

## Truyền thuyết
Mẫu Đệ Tam vốn là con gái Vua Bát Hải Long Vương Thủy Quốc Động Đình. Bà kết duyên cùng Kính Xuyên (là con Vua Đất). Khi Kính Xuyên đi vắng, bà ở nhà khâu vá, chẳng may kim đâm vào tay chảy máu, lấy tấm vải lụa trắng để thấm máu. Thảo Mai, tiểu thiếp của Kinh Xuyên, vốn đã sinh lòng đố kị từ lâu, nhân cơ hội đó giấu tấm lụa đi, đến khi Kính Xuyên về, Thảo Mai lấy ra rồi vu oan cho bà ở nhà đã cắt máu thề nguyền để tư thông cùng kẻ khác. Kính Xuyên không nghe lời thanh minh, ghen tuông mù quáng, một mực bắt đóng cũi bỏ bà lên rừng cho thú dữ ăn thịt. Ở nơi rừng núi, bà được muôn loài quý mến, dâng hoa quả nước uống cho bà. Đến một ngày kia thì bà gặp được Liễu Nghị, vốn là thư sinh quê đất Thanh Miện nhờ tập ấm cha mẹ để lại nên đèn sách chuyên cần. Hôm đó trên đường đi thi thì chẳng may bị lạc vào nơi bà bị đày ải. Thấy bà vậy, Liễu Nghị đến hỏi han, sau khi biết rõ sự tình, Liễu Nghị nhận giúp đỡ bà. Bà đã viết thư nhờ Liễu Nghị mang về đến chốn Long Cung để vua cha thấu hết sự tình rồi sẽ định liệu sau. Theo lời bà, Liễu Nghị ra đến sông Ngân Hán, là mái Long Giai ngoài Biển Đông, thấy có cây ngô đồng, Liễu Nghị rút cây kim thoa, gõ vào cây ba lần. Tức thì gió giật mưa sa, biển động ầm ầm, giữa dòng thấy hiện lên đôi bạch xà, Liễu Nghị bèn trình bày mọi việc, đôi bạch xà vâng lệnh đưa Liễu Nghị xuống Thủy Cung. Tại đây, Liễu Nghị trao cho Vua cha Bát Hải bức thư và kể hết mọi chuyện. Vua cha tức giận, sai người đi bắt Kính Xuyên và Thảo Mai, còn truyền cho Trưởng Tử Xích Lân lên đón bà về. Sau đó bà được rước về Thoải Phủ, kết duyên cùng Liễu Nghị, người được giao cho chức Quốc Tế Thủy Quan.
Trong văn thỉnh Mẫu Thoải cũng có một đoạn nhắc đến giai thoại này: 

“Thỉnh mời Đệ Tam Thánh Tiên
Xích Lân Long Nữ ngự miền Thoải Cung
Kính Xuyên sớm kết loan phòng Thảo Mai tiểu thiếp ra lòng gieo oan
Kính Xuyên chẳng xét ngay gian
Vàng mười nỡ để lầm than sao đành
Lòng trời thương kẻ ngay lành
Xui quan Liễu Nghị nho sinh tìm vào…”

## Ghi chép trong sử sách
Đồng bằng bắc bộ thường xuyên có nạn lũ lụt. Khi Lý Thái Tổ, vua đầu tiên của nhà Lý, dời đô từ Hoa Lư về Thăng Long, ông bắt tay ngay vào công việc trị thủy. Công việc tiến hành phải đến đời vua sau, đời Lý Thái Tông, mới cơ bản xong, các đoạn đê đã được nối vào nhau và có quy mô gần như ngày nay. Trong những năm xây dựng hệ thống đê, nạn lụt vẫn thường xảy ra. Khi đó, mẫu Thoải đã phái các thủy thần, tướng lĩnh của mình đến các làng ven kinh thành Thăng Long để âm phù, giúp dân đắp đê chống lụt. Tại các làng Nhật Chiêu, Quảng Bá, Tây Hồ, Yên Phụ... nay vẫn còn ghi lại các thần tích.
Vào thời Lê, niên đại Vĩnh Thọ, có lần nước sông Hồng dâng lên rất cao, tràn cả vào Yên Phụ. Nhà vua phải thân hành làm lễ Nam giao (lễ tế cáo trời đất). Mẫu Thoải đã lập tức ứng hiệu và âm phù giúp dân chống lụt và xua đuổi thủy quái.
Đời Lê Thánh Tông, nhà vua đem quân đi đánh Chiêm Thành. Khi thuyền đi qua vùng Phú Xuyên, Kim Bảng, thì một trận cuồng phong nổi lên. Vua sai lập đàn tràng để cầu xin các vị thần thánh. Mẫu Thoải hay tin, phái một tướng đến dẹp yên gió. Khi thắng trận trở về, nhà vua nhớ công ơn, phong tặng cho tướng ấy là Thượng Đẳng Thần, lấy hiệu là Nguyệt Nga công chúa.